# Bencode
Bencode — формат, используемый p2p-системой распространения файлов BitTorrent для хранения и передачи свободно структурированных данных.
Включает четыре типа данных:
- строка байтов,
- целое число,
- список (массив),
- словарь (ассоциативный массив).

Bencode используется в файлах .torrent, которые представляют собой словарь в формате Bencode.

## Кодирование
Bencode использует символы ASCII как разделители и цифры.
- Целое число записывается так: i<число в десятичной системе счисления>e. Число не должно начинаться с нуля, но число ноль записывается как i0e. Отрицательные числа записываются со знаком минуса перед числом. Число −42 будет выглядеть так «i-42e».
- Строка байт: <размер>:<содержимое>. Размер — это положительное число в десятичной системе счисления, может быть нулём; содержимое — это непосредственно данные, представленные цепочкой байт, которые не подразумевают никакой символьной кодировки. Строка «spam» в этом формате будет выглядеть так «4:spam».
- Список (массив): l<содержимое>e. Содержимое включает в себя любые типы Bencode, следующие друг за другом. Список, состоящий из строки «spam» и числа 42, будет выглядеть так: «l4:spami42ee».
- Словарь: d<содержимое>e. Содержимое состоит из пар ключ-значение, которые следуют друг за другом. Ключи могут быть только строкой байт и должны быть упорядочены в лексикографическом порядке. Значение может быть любым элементом Bencode. Если сопоставить ключам «bar» и «foo» значения «spam» и 42, получится: «d3:bar4:spam3:fooi42ee». (Если добавить пробелы между элементами, будет легче понять структуру: "d 3:bar 4:spam 3:foo i42e e".)